# Lobesia conferta
Lobesia conferta – gatunek motyli z rodziny trociniarkowatych i podrodziny Olethreutinae.
Gatunek ten opisany został po raz pierwszy w 2012 roku przez Józefa Razowskiego i Janusza Wojtusiaka na łamach „Acta Zoologica Cracoviensia”. Jako lokalizację typową wskazano Okomu Forest Reserve w nigeryjskim stanie Edo. Epitet gatunkowy oznacza po łacinie „stłoczona” i nawiązuje do zgrupowania kolców na szyjce  walwy samca.
Motyl osiągający około 10 mm rozpiętości skrzydeł. Głowa jest brązowawokremowa. Tułów ma kolor żółtobrązowy z brązowymi znaczeniami. Skrzydło przednie jest nieco rozszerzone ku szczytowi, z lekko wypukłą krawędzią kostalną oraz ukośnym, lekko wypukłym brzegiem zewnętrznym. Ubarwienie ma kremowe z rdzawymi i brązowymi przyciemnieniami oraz rdzawobrązowym wzorem obejmującym łatę nasadową, przepaskę środkową oraz znaki subterminalny i tornusowy. Skrzydło tylne jest brązowe. Strzępiny skrzydeł przednich są rdzawokremowe na szczycie i brązowe w pozostałej części, tylnych zaś kremowe z brązową linią nasadową. Genitalia samca mają szeroki wyrostek towarzyszący, pędzel długich szczecinek na szczycie postbazalnego płata sakulusa, zgrupowanie kolców na płacie szyjki walwy, kukulus o trójkątnym płacie grzbietowym i szerokim płacie brzusznym oraz mały i na szczycie cienki edeagus.
Gatunek afrotropikalny, znany tylko z Nigerii.